# Gniewomierz
Gniewomierz est une localité polonaise de la gmina de Legnickie Pole, située dans le powiat de Legnica en voïvodie de Basse-Silésie.